# Messua lata
Messua lata är en spindelart som först beskrevs av Arthur M. Chickering 1946.  Messua lata ingår i släktet Messua och familjen hoppspindlar. Inga underarter finns listade i Catalogue of Life.